# Komarna vas
Komarna vas is een plaats in Slovenië en maakt deel uit van de gemeente Semič in de NUTS-3-regio Jugovzhodna Slovenija.